# Stefano Vecchia
Stefano Giuseppe Arne Holmquist Vecchia, noto semplicemente come Stefano Vecchia (Stoccolma, 23 gennaio 1995), è un calciatore svedese, centrocampista o attaccante del Malmö FF.

## Biografia
Possiede la cittadinanza italiana. Il nonno paterno, Giuseppe, era stato un calciatore in Italia. Il padre, Renato, è emigrato in Svezia negli anni '80. La madre è invece svedese.

## Carriera

### Calciatore
Ha iniziato a giocare a calcio nel Vasalund, ma già all'età di 7 anni è stato prelevato dal Brommapojkarna, trasferimento che all'epoca ha fatto scalpore a causa dell'età del bambino. Nel 2004 è apparso nel documentario televisivo di TV4 Svenska underbarn (Bambini prodigio svedesi), girato in un periodo in cui Vecchia giocava con compagni di squadra più grandi di lui di due anni. Al Brommapojkarna si è messo in luce attirando anche l'attenzione di club stranieri, ma un grave infortunio al ginocchio occorsogli quando aveva 15 anni lo ha tenuto a lungo lontano dai campi, frenando la sua ascesa.
Nel corso della stagione 2013 ha fatto il debutto con la prima squadra, giocando in autunno le sue prime tre partite in Allsvenskan. A fine campionato ha ottenuto un contratto professionistico che di fatto lo ha incluso in prima squadra a titolo definitivo. Nel 2014 ha conseguito altre cinque presenze, ma la squadra si è piazzata all'ultimo posto in classifica ed è retrocessa in Superettan con cinque giornate di anticipo. I rossoneri sono retrocessi nuovamente nel 2015 (al primo anno in cui Vecchia ha trovato realmente spazio giocando 20 partite su 30) e sono quindi scesi in terza serie. Nel 2016, sotto la guida tecnica del nuovo allenatore Olof Mellberg, il Brommapojkarna è risalito in Superettan, grazie anche alle 11 reti segnate da Vecchia in 20 presenze.
Scaduto il triennale con il Brommapojkarna, Vecchia ha firmato un contratto sempre di tre anni ma con il Sirius, squadra della città di Uppsala che si apprestava a tornare nella massima serie dopo un'assenza di 42 anni. Il suo avvio di stagione 2017 è stato condizionato da una misteriosa malattia che gli provocava spossatezza e sintomi simili a quelli di uno stato febbrile, anche se la sua temperatura corporea era in realtà regolare. La natura di questo suo malessere non è mai stata chiarita dai test medici, ma dopo circa tre mesi è tornato a disposizione e si è ritagliato il suo spazio nell'undici titolare dell'allenatore dell'epoca Kim Bergstrand. Successivamente Vecchia ha dovuto saltare gran parte delle partite dell'Allsvenskan 2019, giocandone solo 9 su 30 a causa dei problemi a un ginocchio che lo hanno tenuto fuori causa per circa 5 mesi da aprile a settembre. Il suo contratto in scadenza a fine anno è stato rinnovato con un accordo annuale valido fino al 31 dicembre 2020. Per l'agosto del 2020 è stato nominato giocatore del mese dell'intera Allsvenskan.
Il 18 gennaio 2021, Vecchia è stato ingaggiato dai norvegesi del Rosenborg, a cui si è legato con un contratto quadriennale. Al suo primo campionato in bianconero ha realizzato 11 reti in 17 partite dell'Eliteserien 2021. L'anno successivo, invece, ha chiuso con 9 reti in 16 presenze.
In vista della stagione 2023 è tornato a giocare in Svezia, acquistato dal Malmö FF che stando ai media norvegesi avrebbe pagato il suo cartellino poco più di 10 milioni di corone svedesi, inclusi bonus e clausole (poco meno di un milione di euro). Al primo campionato con la maglia celeste ha realizzato 8 gol e 3 assist in 23 partite, in un'annata conclusa con la vittoria del titolo nazionale. L'anno seguente nell'Allsvenskan 2024 ha disputato solo le prime due giornate, rimanendo fuori causa nei mesi successivi a causa di problemi alla schiena.

### Cantante
Ha inciso due canzoni insieme all'amico Kanteh, denominate Sulla Luna (rilasciata nel maggio 2020) e La Cultura (rilasciata nell'agosto 2020). In entrambe, Vecchia canta in italiano e Kanteh in svedese.

## Palmarès

### Club

#### Competizioni nazionali
- Campionato svedese: 2

Malmö: 2023, 2024
- Coppa di Svezia: 1

Malmö: 2023-2024